# Chùa Linh Sơn (Ba Thê)

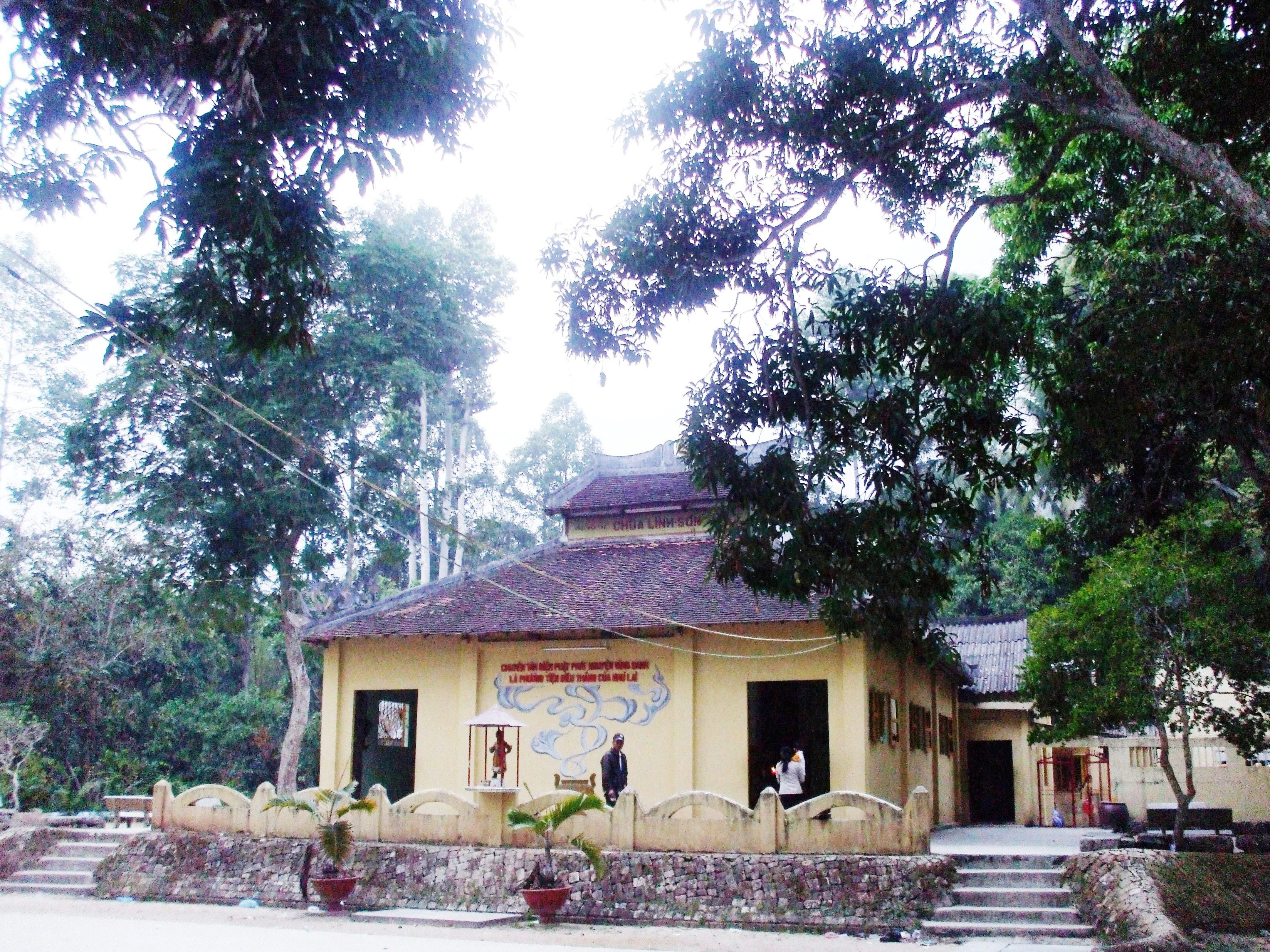
Chùa Linh Sơn (Ba Thê)

Chùa Linh Sơn còn được gọi là chùa Phật bốn tay núi Ba Thê, tọa lạc tại xã Vọng Thê (nay là thị trấn Óc Eo), huyện Thoại Sơn, tỉnh An Giang, Việt Nam. Đây là một di tích cấp quốc gia, và là một trong những địa điểm hành hương nổi tiếng của tỉnh.

## Lịch sử chùa

Tượng Phật bốn tay và tấm bia đá cổ.

Chùa Linh Sơn được xây dựng vào năm 1913 (và được trùng tu mấy năm gần đây), cách chợ Vọng Thê khoảng 2 km về hướng đông. Ngôi chùa nằm trên nền một gò đất cao, bên những đại thụ râm mát, nơi triền núi Ba Thê, cạnh khu Di tích khảo cổ Nam Linh Sơn Tự thuộc nền văn hóa Óc Eo.
Vào năm 1913, dân địa phương phát hiện một pho tượng Phật bốn tay ở tư thế đứng, cao 1,7 m, nằm sâu trong lòng đất khoảng hai mét, tại khu vực dân cư gần chợ Ba Thê. Trước đó, người dân cũng đã tìm thấy hai tấm bia được làm bằng đá bùn có chiều cao khoảng 1,8 m, dày khoảng 0,22 m, khắc chữ cổ mà nhiều nhà nghiên cứu nói có thể là chữ viết của dân tộc Phù Nam xưa. Vì vậy, dân quanh vùng khi ấy bèn góp công, góp của dựng lên một ngôi chùa đặt tên là Linh Sơn Tự để tôn thờ tượng Phật và gìn giữ bia cổ.
Năm 1988, chùa Linh Sơn đã được Bộ Văn hóa - Thông tin (nay là Bộ Văn hóa, Thể thao và Du lịch) xếp hạng di tích kiến trúc nghệ thuật quốc gia.
Năm 2012, chùa lại được liệt là một loại hình kiến trúc tiêu biểu trong quần thể Di tích khảo cổ và kiến trúc nghệ thuật Óc Eo - Ba Thê đã được Thủ tướng Việt Nam xếp hạng Di tích quốc gia đặc biệt theo Quyết định số 1419/QĐ-TTg ngày 27 tháng 9 năm 2012. Trong Hồ sơ xếp hạng di tích của Cục Di sản văn hóa có đoạn viết:
Linh Sơn tự (chùa Linh Sơn) được xây dựng bên trên nền móng của một công trình kiến trúc cổ. Trong chùa hiện đang lưu giữ tượng thần Vishnu, hai bia đá và nhiều hiện vật có giá trị.

## Tượng Phật bốn tay
Theo một số nhà chuyên môn, thì cả hai cổ vật này có niên đại vào khoảng từ thế kỷ 2 đến thế kỷ 6 sau Công nguyên.
Tượng Phật bốn tay mang mô típ mỹ thuật Bà-la-môn giáo có nguồn gốc từ Ấn Độ tương tự tượng thờ Bà Chúa Xứ ở núi Sam (Châu Đốc). Thực chất, đây là tượng tạc theo mô típ tượng thần Vishnu có hình rắn naga bảy đầu làm thành tán che phía sau, thường gặp trong các tín ngưỡng chịu ảnh hưởng của Bà-la-môn giáo.
Nguyên thủy, tượng có màu đen của loại đá cổ. Sau khi khai quật lên, người ta cho đắp thêm phần chân để pho tượng có dáng ngồi theo tư thế kiết già, rồi còn sơn phết màu mè, khiến giá trị của nghệ thuật điêu khắc và vẻ đẹp tự nhiên của loại đá hàng ngàn năm tuổi bị mất đi.
Ngày 18 tháng 1 năm 1988, tượng Phật bốn tay được Bộ Văn hóa - Thông tin (nay là Bộ Văn hóa, Thể thao và Du lịch) quyết định công nhận là di tích kiến trúc nghệ thuật. Ngày 24 tháng 5 năm 2009, pho tượng cùng 2 tấm bia đá cổ đều đã được Trung tâm sách kỷ lục Việt Nam trao danh hiệu lâu năm và lớn nhất nước.

## Ảnh

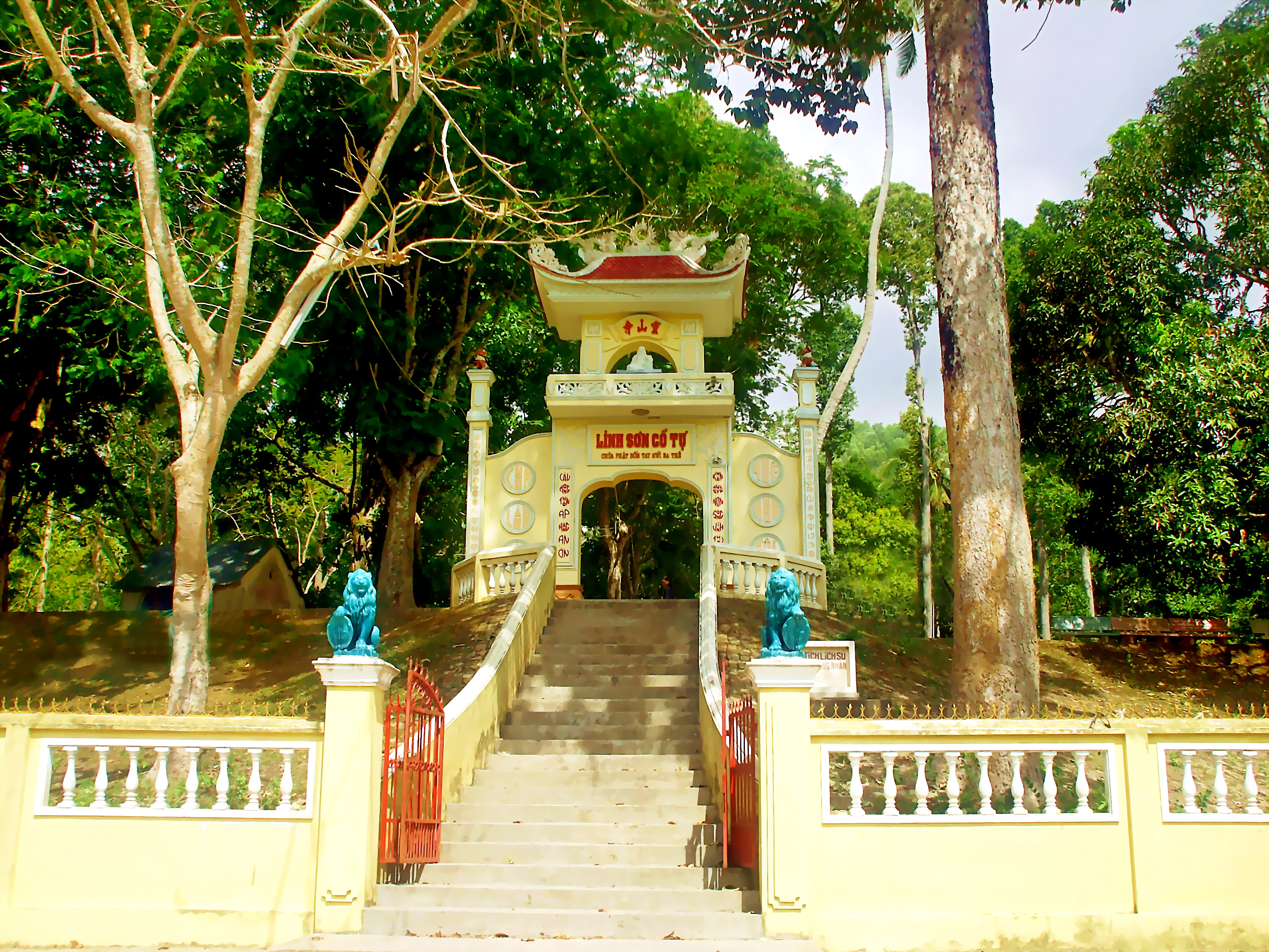
Cổng chùa Linh Sơn.
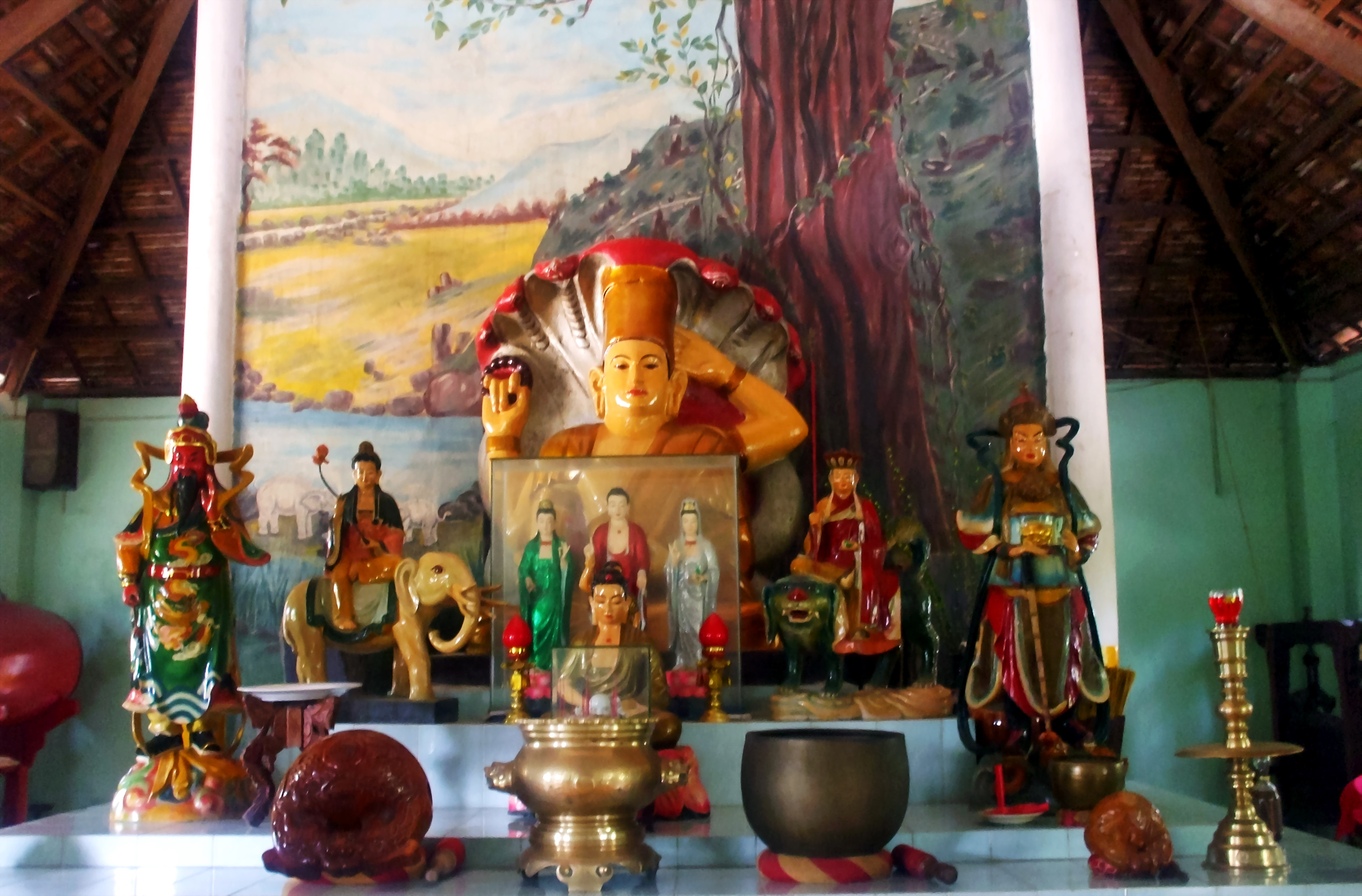
Bàn thờ chính trong chùa Linh Sơn.
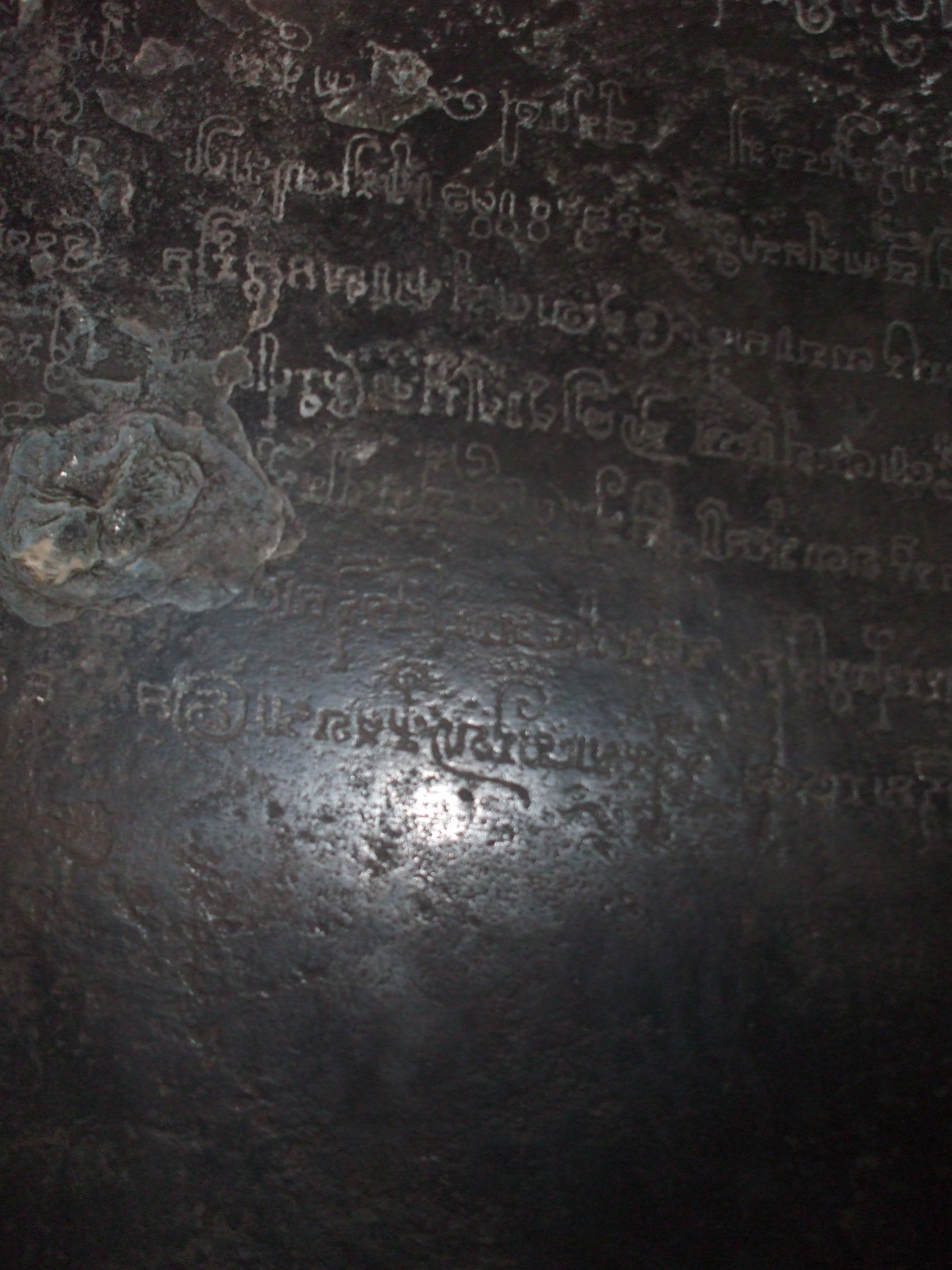
Một trong hai tấm bia đá cổ.
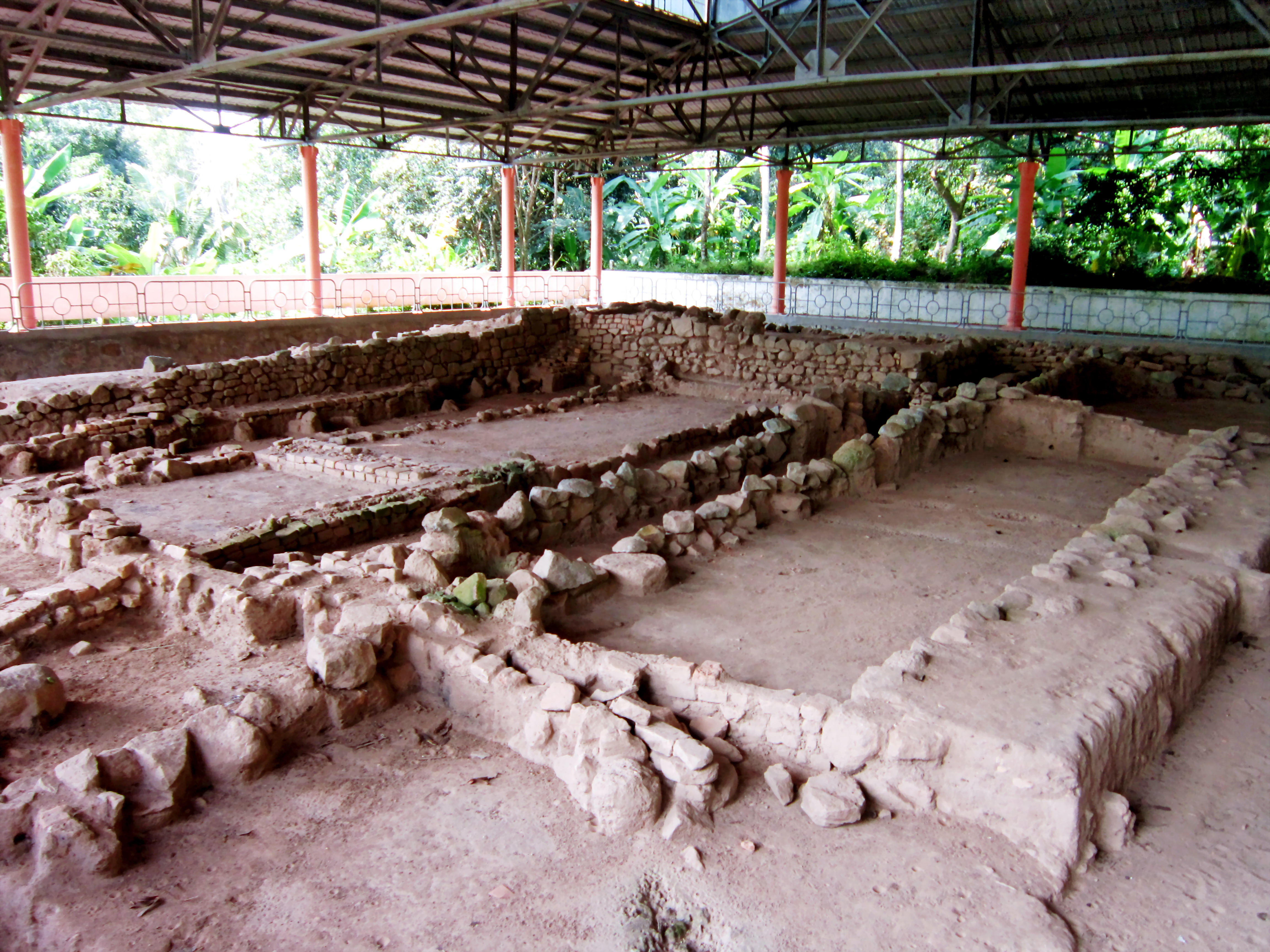
Di tích khảo cổ Nam Linh Sơn Tự, nằm cách chùa Linh Sơn 60m.